# Matthew Tree
Matthew Tree (Londres, 30 de diciembre de 1958) es un escritor británico que escribe en catalán e inglés.
Aprendió catalán en 1980 y, actualmente, reside en Bañolas (Gerona), después de haber vivido en Barcelona, donde se trasladó en 1984. Ha colaborado en diversas publicaciones, emisoras de radio (RAC 1 o Ràdio Contrabanda) y televisión, tanto británicas como españolas, y ha publicado artículos en El Punt, Diari de Barcelona, La Rosa dels Vents y Catalonia Today (diario en inglés publicado en Cataluña).
En televisión ha colaborado en el programa La Cosa Nostra, de Andreu Buenafuente y ha tenido un programa propio sobre Cataluña, Passatgers.
En lo político, es declarado su apoyo al independentismo catalán.
Participa semanalmente en El Punt Avui, en el apartado de opinión. Además, colabora en la revista digital Esguard y en el programa Hem de parlar (Tenemos que hablar, en castellano) de Catalunya Ràdio.

## Obras

### Novelas
- Fora de aqui bix' (1996)
- Privilegiat (2001), Premio Columna 2001.

### Narrativa breve
- Aaaaagh (1998)
- Ella ve quan vol (1999), Premio Andròmina de narrativa, 1999.
- El Barça o la vida (1999)

### Ensayos
- CAT; Saul viatja per Catalunya per trobar al seu amor,que l´espera a Girona, 2000, ISBN 978-84-8300-614-6
- Contra la monarquía, 2004, ISBN 978-84-96201-19-4
- Memòries, 2004, ISBN 978-84-664-0411-2
- Aniversari; quatre reflexions sense importància després de passar exactament vint anys entre els catalans, 2005, ISBN 978-84-664-0597-3
- La puta feina, 2006, ISBN 978-84-96201-68-2
- La vida després de Déu, 2007, ISBN 978-84-96767-31-7
- Negre de merda. El racisme explicat als blancs, 2010, Ed. Columna Edicions, ISBN 978-84-6641-182-0
- Com explicar aquest país als estrangers, 2011, Ed. Columna Edicions, ISBN 978-84-6641-359-6
- Barcelona, Catalonia. A View from the Inside, 2011, Ed. Catalonia Press (en inglés), ISBN 978-16-1150-006-6
- Presentació de FPxI i l'ANC, 21/02/2012, Barcelona